# Cemerîske, Bar
Cemerîske (în ucraineană Чемериське) este localitatea de reședință a comunei Cemerîske din raionul Bar, regiunea Vinnița, Ucraina.

## Demografie
Componența lingvistică a localității Cemerîske
     Ucraineană (99,64%)
     Alte limbi (0,18%)
Conform recensământului din 2001, majoritatea populației localității Cemerîske era vorbitoare de ucraineană (99,64%), existând în minoritate și vorbitori de alte limbi.